# Capitan Carota e la sua Stupefacente Squadra Zoo
Capitan Carota e la sua Stupefacente Squadra Zoo è un fumetto della DC Comics che ha come protagonisti degli animali supereroi chiamati la Squadra Zoo. I personaggi comparvero per la prima volta in un inserto speciale in The New Teen Titans n. 16 (febbraio 1982), a cui seguì una serie pubblicata dal 1982 al 1983. I personaggi della Squadra Zoo furono creati da Roy Thomas e Scott Shaw. Nonostante le serie, che fu l'ultima sugli animali creati dalla DC Comics, fu di breve durata (durò solo 20 numeri), i suoi personaggi compaiono ancora occasionalmente in alcuni cameo delle storie dell'Universo DC.
Una ristampa dell'intera serie di Showcase Presents era in programma per settembre 2007, ma fu postdatato insieme ad altre edizioni Showcase a causa dei numeri delle royalties dei contratti della DC degli anni ottanta.
Nell'ottobre 2007 venne pubblicata una serie di tre numeri chiamata "Captain Carrot and the Final Ark", presentando la Squadra Zoo tempo dopo le storie odierne dei Teen Titans.

## Ubicazione
I vari membri della Squadra Zoo vivevano in una Terra parallela, che durante il sistema del multiverso pre-Crisi, fu chiamata "Terra-C". Terra-C consisteva di un mondo in cui esistevano degli animali parlanti antropomorfi; la serie aveva come aspetto particolare alcune parodie di aspetti del mondo reale. Per esempio, la Squadra Zoo operava a "Follywood, Califurnia", una parodia di Hollywood, California; simili giochi di parole includevano dei luoghi con nomi come "Gnu York" (New York), "Tallahatchee" (Tallahassee, Florida), "Cornada" (Canada), e le "Specie Unite d'America" (Stati Uniti d'America).
Il presidente degli Stati Uniti della versione di Terra-C era "Mallard Fillmore" (un chiaro riferimento al presidente degli Stati Uniti del XIX secolo Millard Fillmore); altre figure famose della Terra-C erano "Liz Whaler" (Elizabeth Taylor), "Marlin Brando" (Marlon Brando), e Byrd Rentals (Burt Reynolds)-- Quest'ultimo divenne un membro della Squadra Zoo.
Figure ed eventi storici della Terra-C includevano la "Seconda Strana Mondiale" (Seconda guerra mondiale; la versione di Terra-C degli Stati Uniti e degli Alleati sconfissero i "Ratzisti" (nazisti)) e il presidente "Abraham Linkidd" (una capra, la versione di Terra-C di Abramo Lincoln), che fu immortalata nella capitale della nazione "Waspington D.C." (Washington) al "Linkidd Memorial".
La popolazione di Terra-C consisteva di vari personaggi "funny-animals" che comparvero in molti fumetti della DC durante gli anni, in particolare quelli che comparvero in titoli della Golden e della Silver Age come Funny Stuff, The Dodo and The Frog, Real Screen Comics e così via. Infatti, molti personaggi di queste serie fecero alcuni cameo durante il corso di Captain Carrot and His Amazing Zoo Crew.
Infine, ai lettori (e la Squadra Zoo) fu presentata la versione parallela di "Terra-C-Minus", che si rivelò essere la casa degli Just'A Lotta Animals, una parodia della Justice League of America, e la cui Terra era un riflesso animalesco della continuità dell'Universo DC.
Dopo la serie del 1985 Crisi sulle Terre infinite, fu affermato che la Terra-C e la Terra-C-Minus erano in realtà "dimensioni alternative" piuttosto che Terre parallele, venendo così risparmiate dagli effetti della Crisi. Più recentemente, la miniserie The Kingdom presentò la Terra-C come una realtà hypertemporale. Nella serie Countdown, i Monitor includevano un membro che aveva le sembianze della testa simili a quella di una giraffa. Esiste un equivalente della Terra-C nel nuovo multiverso ristabilito, designata "Terra-26"m con una popolazione ed una storia simile a quella della Terra-C pre-Crisi.

## Origini
Le origini della squadra vennero fuori quando Superman cominciò ad investigare su uno strano fenomeno che faceva agire gli abitanti di Metropolis come i loro antenati primati. Prestò scoprì un raggio che lo colpì da una strana barriera che circondava la Terra, che lo costrinse ad utilizzare un meteorite come protezione. Quando il raggio colpì il meteorite, Superman ed i frammenti dell'astro furono inviati dalla dimensione nativa di Superman alla Terra-C. Qui, Superman incontrò molti dei residenti del pianeta, che ottennero dei super poteri quando furono colpiti dai frammenti del meteorite.
Gli animali e Superman presto si unirono per fermare la fonte del raggio, che si scoprì essere il vecchio nemico della Justice League conosciuto come Starro il Conquistatore, una stella marina senziente, che lanciò un assalto de-evolutivo dal pianeta Plutone della versione di Terra-C. Dopo aver sconfitto il nemico, gli animali decisero di unirsi e di formare la Squadra Zoo, e Superman tornò a casa.
A differenza di molti gruppi di supereroi, la Squadra inizialmente ebbe una difficoltà considerevole nel combattere uniti. Per esempio, si gettavano contro un nemico solo in coppia, e si trovavano a interferirsi a vicenda e, come risultato, si ritrovavano fuori combattimento. Tuttavia, mentre la serie andava avanti, la Squadra preservava lo sviluppo delle loro tattiche per divenire una forza da combattimento coerente.

## La Squadra Zoo riunita
In Teen Titans vol. 3 n. 30 e 31 (dicembre 2005-gennaio 2006), la Squadra Zoo fece il primo ritorno da molto tempo, in storie presentate come estratti da una storia di fumetti -"Whatever Happened to Captain Carrot?- che Kid Devil lesse nel n. 30. In questi estratti, la Squadra Zoo fu mostrata mentre era sciolta e mentre viveva in un mondo più oscuro e tetro delle loro avventure precedenti. Little Cheese era stato assassinato, Fastback era scomparso, Capitan Carota si era imposto il pensionamento dopo l'uccisione della sua partner Carrie Carrot, le identità segrete di Yankee Poodle e Alley-Kat-Abra erano state rese pubbliche, e Pig-iron e Rubberduck lavoravano segretamente come supereroi in costume. La storia era una parodia dei fumetti di supereroi in vigore tra gli anni ottanta e i primi anni novanta che si dirigevano nella direzione "dark", e che includevano anche molti fumetti della DC (vedi Batman: The Dark Knight Returns e Watchmen). Alla fine, dopo aver mandato Alley-Kat-Abra (in realtà un impostore, "Dark Alley") in prigione per l'assassinio di Little Cheese (dato che gatto mangia topo), Capitan Carota e i rimanenti membri della Squadra Zoo ritornarono in azione con un nuovo membro, American Eagle, nella loro missione per ritrovare Fastback nel futuro (dove Dark Alley lo aveva bandito).

### Countdown
La Squadra Zoo ritornò in Captain Carrot and the Final Ark, una storia all'interno di Countdown to Final Crisis (ottobre-dicembre 2007). Nel nuovo multiverso DC, la Squadra Zoo ora risiedeva sulla Terra-26. Non potevano utilizzare i loro poteri a causa dell'Iniziativa I.D. Collar (una parodia dell'evento Civil War della Marvel Comics), che obbligava i supereroi a dichiarare la propria identità segreta al governo. Fu più tardi rivelato che si trattava di una finta, un tentativo di strappare i poteri degli eroi ai loro proprietari. Alley-Kat-Abra ritornò insieme ai suoi compagni, rivelando che i crimini di cui era stata accusata erano stati commessi da "Dark Alley". La Squadra si batté contro Starro e Rash Al Paca, che tentarono di sommergere il pianeta sotto le acque. Il piano dei criminali riuscì, e la Squadra salvò un transatlantico pieno di rifugiati che fu trasportato fuori dal pianeta dagli Just'A Lotta Animals. I nuovi Cani (parodia dei Nuovi Dei) inviarono accidentalmente la nave sulla Terra attraverso un Tubo Kaboom. Hawkgirl, Zatanna e Freccia Rossa incontrarono la nave e la portarono al sicuro, sebbene i passeggeri, compresi i membri della Squadra Zoo, furono trasformati in semplici animali ordinari non antropomorfi.

### Crisi finale
La battaglia climatica di Crisi finale n. 7 vide partecipare anche la Squadra Zoo con i loro poteri e le forme antropomorfe ricostituite dal Monitor rinnegato Nix Uotan.

## Membri della Squadra
I membri della Squadra Zoo includevano:
- Capitan Carota: Roger Rodney Rabbit di "Gnu York"; un coniglio. Il leader della Squadra, il cui vero nome è Roger Rabbit (cambiato in Rodney per non confonderlo con il personaggio di Roger Rabbit). Dopo aver consumato una delle sue "carote cosmiche" (come le chiama lui), Rodney ottiene i super poteri per 24 ore, sebbene alcuni sforzi troppo esaustivi possano far esaurire l'effetto più velocemente. I suoi poteri includono superforza, resistenza, udito e vista sviluppati, e la capacità di eseguire un potentissimo balzo. Come tale, è l'unico membro della Squadra che deve ricaricare i suoi poteri, difatti porta sempre con sé due carote di scorta in caso di necessità. La fonte di queste carote era inizialmente una serra dove lui le coltivava, finché tale serra non fu infranta da un frammento di meteorite. Successivamente costruì una serra alla buona nel quartier generale della Squadra così che potesse sempre averne un rifornimento da parte. Nei panni del suo alter ego, Rodney Rabbit era uno scrittore e un illustratore del fumetto Just'A Lotta Animals, finché i membri di questo gruppo non lo citarono per violazione del copyright e prevennero ogni altra riproduzione delle loro avventure.
- Alley-Kat-Abra: Felina Furr di "Mew Orleans" (parodia di New Orleans, Louisiana); un gatto. Un'istruttrice di arti marziali e studentessa di arti mistiche, Felina utilizzò la sua baccheta magica ("Magic Wanda" come la chiamò lei) per eseguire vari incantesimi. Ebbe una storia romantica con Capitan Carota, e si ingelosì vedendo Wonder Wabbit (di Terra-C-Minus) ritornò dal loro mondo a causa della sua attrazione per lui. Fu imprigionata da Felina Furr, sconosciuto ai suoi compagni, durante cui una sua controparte malvagia, "Dark Alley", la impersonò ed uccise Little Cheese.
- Pig-Iron: Peter Porkchops di "Piggsburgh" (una parodia di Pittsburgh, Pennsylvania); un maiale. Colpito dal frammento di meteorite, il piccolo Peter cadde (insieme al meteorite) in un catino pieno di acciaio fuso nell'acciaieria in cui lavorava. La conseguente reazione chimica lo trasformò in un nuovo enorme corpo d'acciaio vivente, con un'incredibile superforza e invulnerabilità. Peter era originariamente un personaggio di una precedente serie di fumetti della DC. Pig-Iron veniva anche nominato come "Suino d'Acciaio" o "La Casa Energetica Porcina".
- Rubberduck: Byrd Rentals di "Follywood, Califurnia" (parodia di Hollywood, California); un'anatra. A Byrd, una stella del cinema, fu dato il potere di allungare e contorcere ogni singola parte del proprio corpo quando un frammento di meteorite lo colpì mentre era nella vasca idromassaggio. Il nome di Rentals è una parodia del nome dell'attore Burt Reynolds. Rubberduck viene anche chiamato "Il Germano Reale Malleabile".
- Yankee Poodle: Rova Barkitt, anche lei di "Follywood"; un barboncino. Rova, che lavorava come signora del gossip, stava intervistando Byrd Rentals quando entrambi furono colpiti da un frammento di meteorite. Rova ottenne l'abilità di proiettare delle forze repellenti (nella forma di stelle blu) con una mano e forza attrattiva (nella forma di strisce bianche e rosse) con l'altra mano. Il nome di Rova Barkitt è una parodia della famosa signora del gossip Rona Barrett. Stargirl indossa un costume simile a quello di Yankee Poddle; il creatore di Stargirl, Geoff Johns, affermò di essere un fan accanito della Squadra Zoo. In JSA n. 81, una giovane Courtney fu vista mentre guardava un cartone animato della Squadra Zoo, portando alla credenza alla teoria, e successivamente in Teen Titans vol. 3 n. 30 e 31 (sempre scritto da Johns), ci fu un riferimento alla Squadra Zoo.
- Fastback: Timmy Joe Terrapin della palude immaginaria "Okey-Dokey" (parodia di Okefenokee) nell'America del sud; una tartaruga. Mentre cercava di prendere l'autobus per "Kornsas City" (Kansas City, Missouri), Timmy fu colpito da un frammento di meteorite e ottenne l'abilità di muoversi a velocità super umana. Fastback fu anche chiamato "Il Razzo Rettile". Timmy Joe non è il primo super velocista della sua famiglia. Suo zio Merton McSnurtle fu in segreto The Terrific Whatzit, un combattente del crimine durante la Seconda guerra mondiale. Un numero menzionò la sua partecipazione all'Operazione Overland" (Sbarco in Normandia).
- Little Cheese: Chester Cheese, uno studente della Follywood High School; un topo. Chester aveva l'abilità di restringersi fino all'altezza di pochissimi centimetri, e fu l'unico membro della Squadra a non aver ottenuto i suoi poteri da un frammento di meteorite, così come non fu un membro fondatore della Squadra Zoo. Poco dopo rivelò la sua identità segreta pubblicamente e lasciò la Squadra per diventare un avvocato. "Dark Alley", la controparte malvagia di Alley-Kat-Abra, successivamente lo uccise.
- American Eagle: Rimpiazzò Little Cheese nella nuova formazione della Squadra Zoo dopo la sua morte. Nella sua vita da civile, Eagle è Johnny Jingo, "l'ospite che parla a lla radiocon due ali destre". È l'unico membro della Squadra a non avere super poteri, sebbene utilizzi dei gadget simili a quelli di Batman.

In Teen Titans n. 30 e 31, alcuni meta-animali di Terra-C deceduti inclusero (oltre a Little Cheese) Carrie Carrot, Giant Giraffe, Marvel Bunny Jr., Ballistic Barboon, Amazing Ant, e Power Panda. Potevano, come anche non potevano, essere stati membri dell'originale Squadra Zoo.

## Nemici
I nemici della Squadra Zoo includevano:
- Dr. Hoot: un gufo che utilizzava vari gadget scientifici per commettere i suoi crimini;
- A.C.R.O.S.T.I.C.: A Cabal Recently Organized Solely To Instigate Crimes, un'organizzazione segreta che complottava per rovesciare il governo mondiale;
- Brother Hood: l'ombroso leader dell'A.C.R.O.S.T.I.C., chiamato così per il suo cappuccio nero. Si scoprì che era "Feathers" Fillmore, il fratellastro di Mallard Fillmore;
- Cold Turkey: un tacchino con il controllo del tempo ed un dispositivo "a raggio freddo); chiama i suoi scagnozzi "Uccelli di neve";
- Jailhouse Roc: un gigantesco avvoltoio volante che fu in carcere fino alla fine degli anni cinquanta finché non fu rilasciato per fare parte dell'A.C.R.O.S.T.I.C.;
- Digger O'Doom: una talpa che ottenne una forza tremenda dopo aver mangiato una delle carote di Capitan Carota;
- Frogzilla: originariamente Fennimore Frog, che fu trasformata in una rana gigantesca dall'A.C.R.O.S.T.I.C. che cercava vendetta verso il suo vecchio nemico, Dunbar Dodo. Sia Fennimore che Dunbar comparvero originariamente nei titoli della DC nel fumetto The Dodo and The Frog;
- Feline Faust: un gatto mago dalla Terra-C-Minus, controparte del criminale della Terra Felix Faust. Il suo servitore "Dark Alley", uccise Little Cheese e incolpò Alley-Kat-Abra del crimine.
- Gorilla Grodd: Il brillante gorilla che controlla la mente che una volta si trasportò sulla Terra-C, solo per essere sconfitto dalla Squadra Zoo;
- Armodillo: un criminale da Lone Stork State in Texas, con "un'armatura a nove strati" e chele affilate più dei rasoi;
- Kongaroo : un canguro massiccio dall'Australia che fu trasformato in un gigante dall'A.C.R.O.S.T.I.C.;
- King Kone: Garrison Gorilla, un ex impiegato della compagnia di gelati Bassett e Robins che indossa una tuta refrigerante (come Mr. Freeze), ed equipaggiato con una pistola che proietta distruttivi colpi di gelato;
- Time-Keeper: un orso rotorndo che colleziona grandi momenti della storia, corrompendo il corso normale del tempo della Terra-C. I suoi poteri di controllo del tempo sono considerevoli; si dimostrò capace di infantilizzare o fare invecchiare i suoi nemici a volontà, e di trasportare gli altri nel tempo. Tentò di avere una storia romantica con Alle-Kat-Abra;
- Salamndroid: una creatura basata sul calore creato dal Dr. Hoot; un membro del movimento anti-mammari;
- Rash Al Paca: l'analogia di Ra's al Ghul di Terra-C; lavora con il movimento anti-mammario per inondare la Terra;
- Starro il Conquistatore: una stella marina senziente proveniente dalla Terra rigeneratasi sulla Terra-C, sebbene le sue nuove tattiche siano differenti dalle originali; Fu il primo nemico della Squadra Zoo, e recentemente comparve in Captain Carrot and the Final Ark;